# Edward Przybysz
Edward Przybysz ps. Bogdan, Twardy (ur. 15 kwietnia 1907 w Rykach, zm. 18 lipca 1944 w Liśniku Małym) – harcmistrz, założyciel harcerstwa błońskiego, sierżant podchorąży rezerwy Wojska Polskiego, działacz Związku Odbudowy Rzeczypospolitej, pedagog.

## Dzieciństwo i młodość
Urodził się w rodzinie o patriotycznej przeszłości. Ojciec Józef był działaczem Polskiej Organizacji Wojskowej, członkiem Ochotniczej Straży Pożarnej i kołodziejem. Na wychowanie Edwarda duży wpływ miała pamięć o powstaniach narodowowyzwoleńczych, w których udział brali jego przodkowie i powstająca na jego oczach legenda Józefa Piłsudskiego.

## Praca zawodowa
Ukończył seminarium nauczycielskie w Ursynowie, obecnie dzielnicy Warszawy. Po otrzymaniu przydziału, przeprowadził się do Błonia, gdzie uczył w Szkole Powszechnej nr 2, dzisiejszym Gimnazjum nr 2 im. św. Maksymiliana Marii Kolbego w Błoniu.

## Praca harcerska i konspiracyjna
Wprowadził harcerstwo do Błonia. W 1929 (około 15 lat po pojawieniu się idei skautowej w Polsce) założył pierwszą błońską drużynę harcerską. Działała ona przy Szkole Powszechnej nr 2. Członkowie drużyny zarabiali na własne potrzeby (na sprzęt harcerski) prowadząc warsztat introligatorski. W 1930 roku drużyna przyjęła imię i numer, została 60. Mazowiecką Drużyną Harcerzy im. ks. Józefa Poniatowskiego, a w okresie największej świetności liczyła sobie 80 harcerzy, podzielonych na dwa plutony. W 1932 Edward Przybysz został mianowany komendantem hufca Błonie. Pierwszy obóz środowiska odbył się w Łubcu w Puszczy Kampinoskiej. Edward Przybysz osobiście znał prof. hm. Aleksandra Kamińskiego, który był jego nauczycielem w Szkole Instruktorów Zuchowych w Górkach Wielkich.
Po wybuchu II wojny światowej hufiec Błonie przeszedł do konspiracji jako rój „Łom” w ulu „Puszcza”. Harcerze błońscy pod dowództwem hm. Przybysza pełnili służbę sanitarną, opiekując się na terenie Błonia rannymi z bitwy nad Bzurą. Na początku okupacji Przybysz wstąpił do tajnej organizacji wojskowej noszącej nazwę Związek Odbudowy Rzeczypospolitej. Był organizatorem i pierwszym komendantem ZOR w Błoniu. W ramach organizacji rozwijał działalność konspiracyjną na terenie Puszczy Kampinoskiej, Błonia, Grodziska, Radzikowa i Warszawy. Prowadził także konspiracyjną pracę harcerską w strukturach tajnego Związku Harcerstwa Polskiego – Szarych Szeregów.
2 października 1942 roku został zatrzymany przed bramą swojego domu w Błoniu w ramach akcji aresztowania harcmistrzów ZHP przez Gestapo. Czekał w tym czasie na łącznika Komendy Głównej ZOR – miał przy sobie wniosek o wyróżnienie dla uczestników akcji przejęcia pierwszego lotniczego zrzutu ludzi i broni, jakiego dokonali alianci na terenie Puszczy Kampinoskiej. Dokumenty te pogrążyły go całkowicie. Trafił do więzienia na Pawiaku. Postawiono mu pięć zarzutów – za każdy groziła kara śmierci. Przeszedł ciężkie przesłuchania, w czasie śledztwa gestapowcy wybili mu oko, ale nie zdradził żadnego ze swoich kolegów. Jego żona Irena, z inicjatywy władz konspiracyjnych, podjęła nieudaną próbę wykupienia męża. W efekcie sama trafiła do obozu koncentracyjnego w Oświęcimiu.
W styczniu 1943 został przewieziony do obozu koncentracyjnego na Majdanku. W koszmarnych obozowych warunkach działał w konspiracyjnej organizacji, która namawiała więźniów do wolnej i niewydajnej pracy dla okupantów, symbolizowanej znakiem żółwia. W czasie ewakuacji więźniów Majdanka podjął próbę ucieczki. Nie powiodła się – został postrzelony przez SS, a następnie dobity przez żołnierzy Wehrmachtu na polach we wsi Liśnik Mały koło Kraśnika Lubelskiego w dniu 18 lipca 1944.

## Odznaczenia
Odznaczony Srebrnym Krzyżem Zasługi w 1938.

## Upamiętnienie
Po wojnie jego prochy sprowadzono do Błonia i w sposób uroczysty pochowano na miejscowym cmentarzu. Pogrzeb odbył się 18 maja 1945 roku i stał się okazją do kilkutysięcznej patriotycznej manifestacji.
W 1979 hufiec Związku Harcerstwa Polskiego, działający na terenie Błonia i okolic, otrzymał imię Edwarda Przybysza. W ten sposób upamiętnili go harcerze i instruktorzy kontynuujący jego pracę.
W Błoniu znajduje się ulica im. Edwarda Przybysza, znajdująca się obok ulicy Harcerskiej.